# Arninge station
Arninge station är en järnvägsstation på Roslagsbanan i Täby kommun. Stationen ligger på en dubbelspårig sträcka mellan stationerna Hägernäs och Rydbo cirka 17 kilometer från Stockholms östra. I nära anslutning till stationen finns även en bussterminal för busslinjerna 639 till/från Rimbo/Hallstavik, 670 till/från Vaxholm, och 676 till/från Norrtälje på den parallellt löpande motorvägen E18, samt hållplatser för ett antal lokala busslinjer.
Under år 2018 ersattes den ursprungliga enkelspåriga sträckningen från 1901 med ett nytt dubbelspår nära E18. Sträckningen Hägernäs–Ullna kvarnväg byggdes ut till dubbelspår. I samband med detta färdigställdes stationen i huvudsak, men den trafikerades inte de första åren. Den nya järnvägsstationen togs i bruk den 12 december 2021, samtidigt med bussterminalen på ömse sidor om E18 och en gångbro till handelsområdet väster om E18.

## Bildgalleri

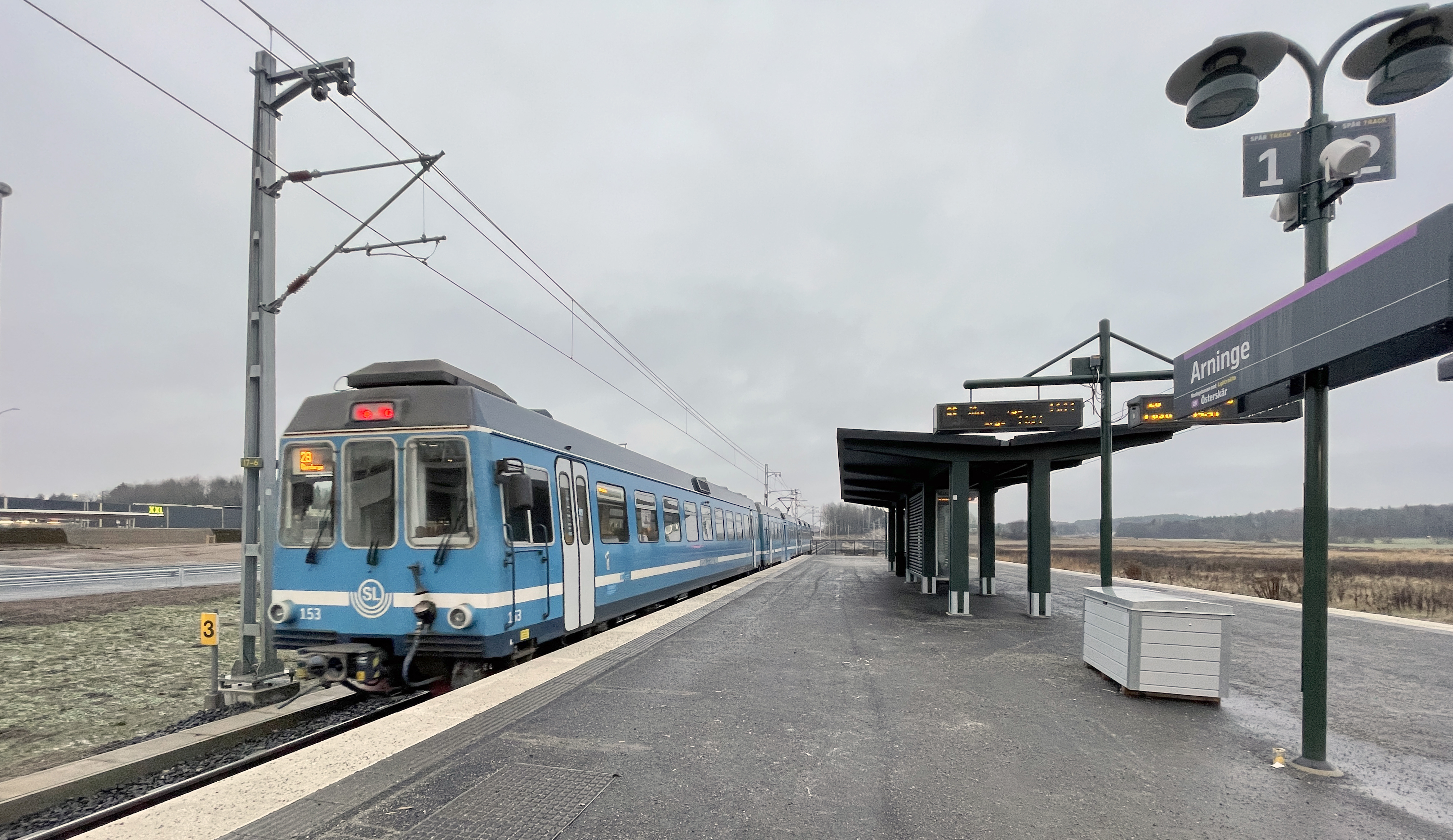
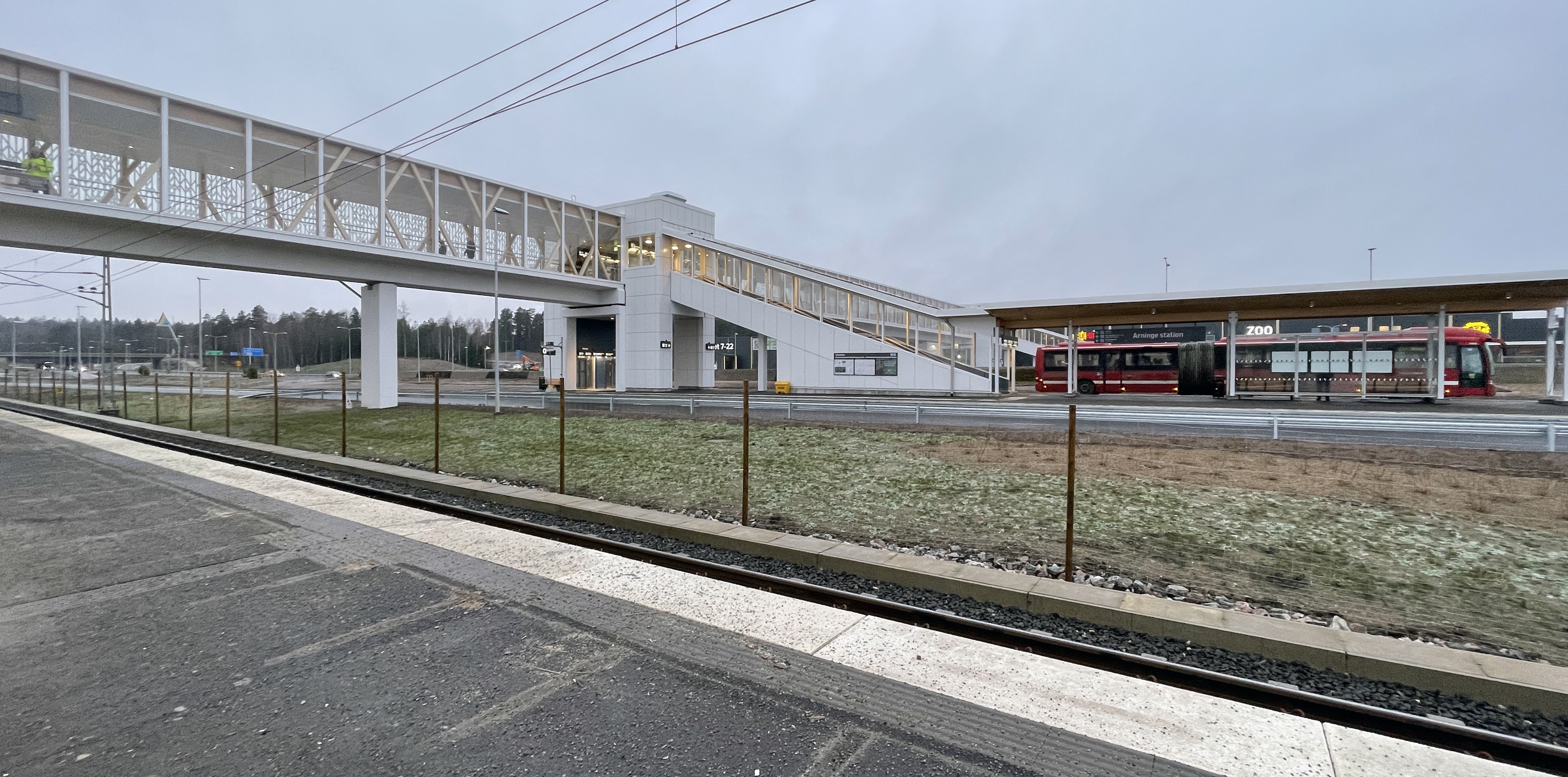
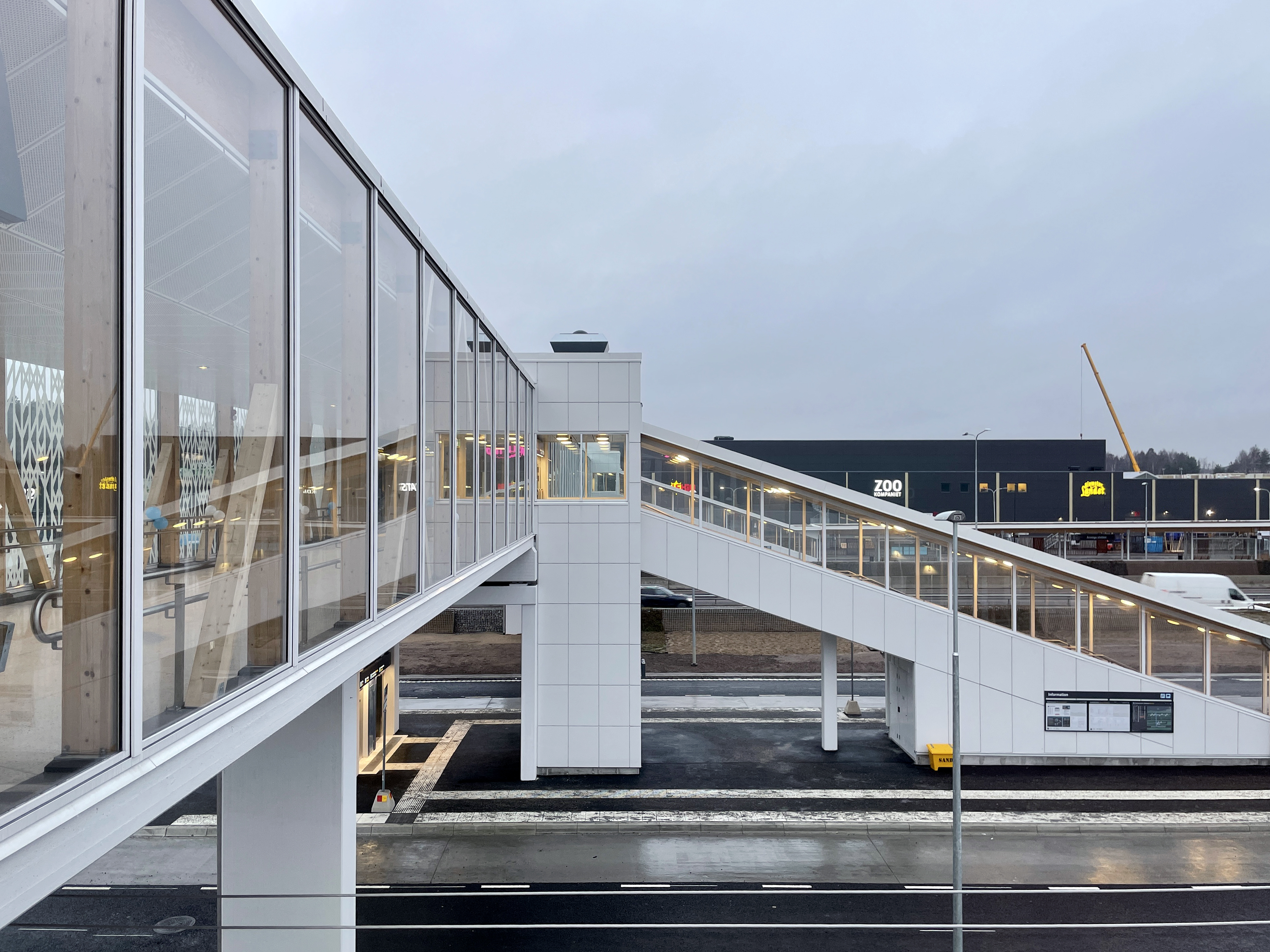
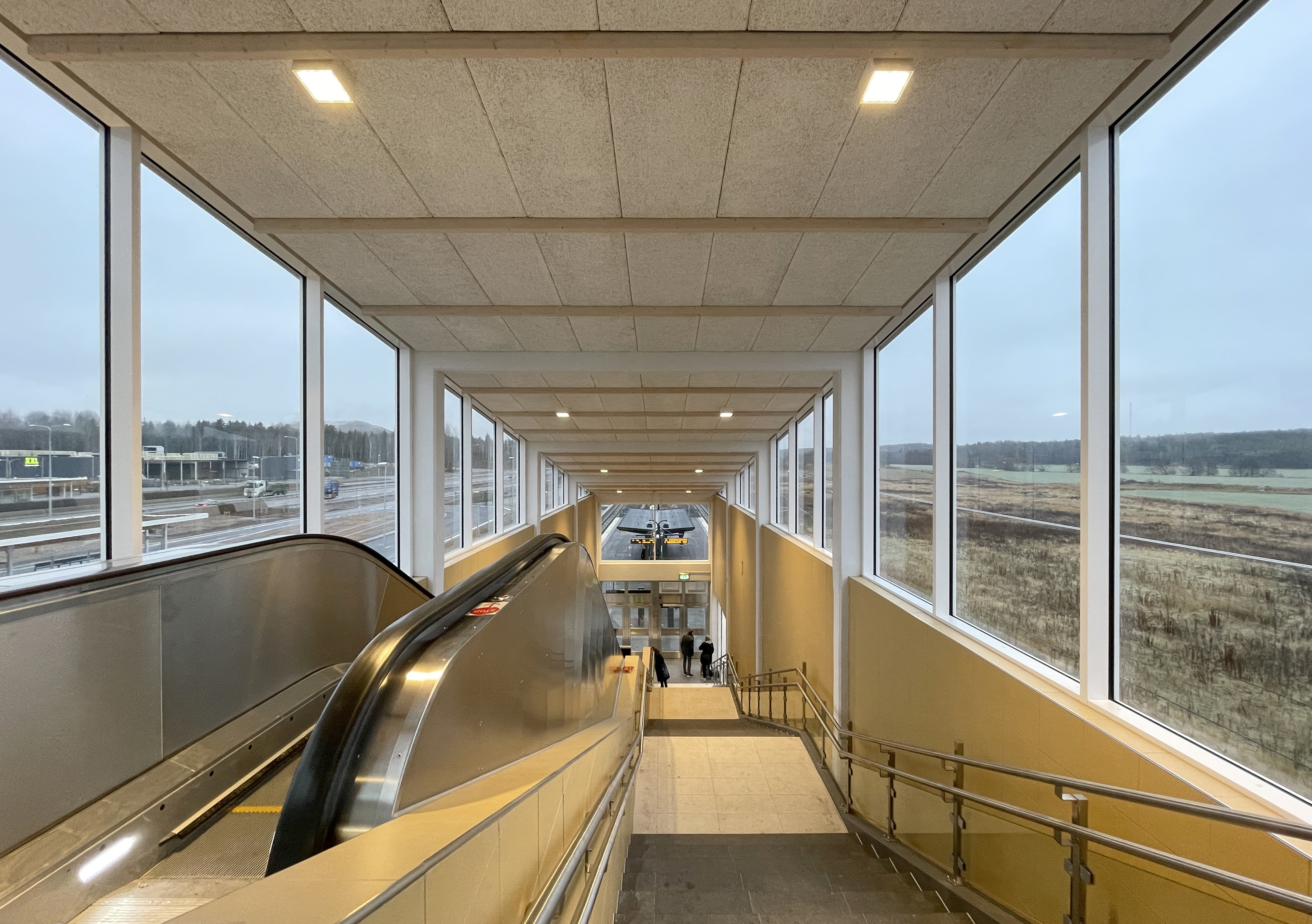
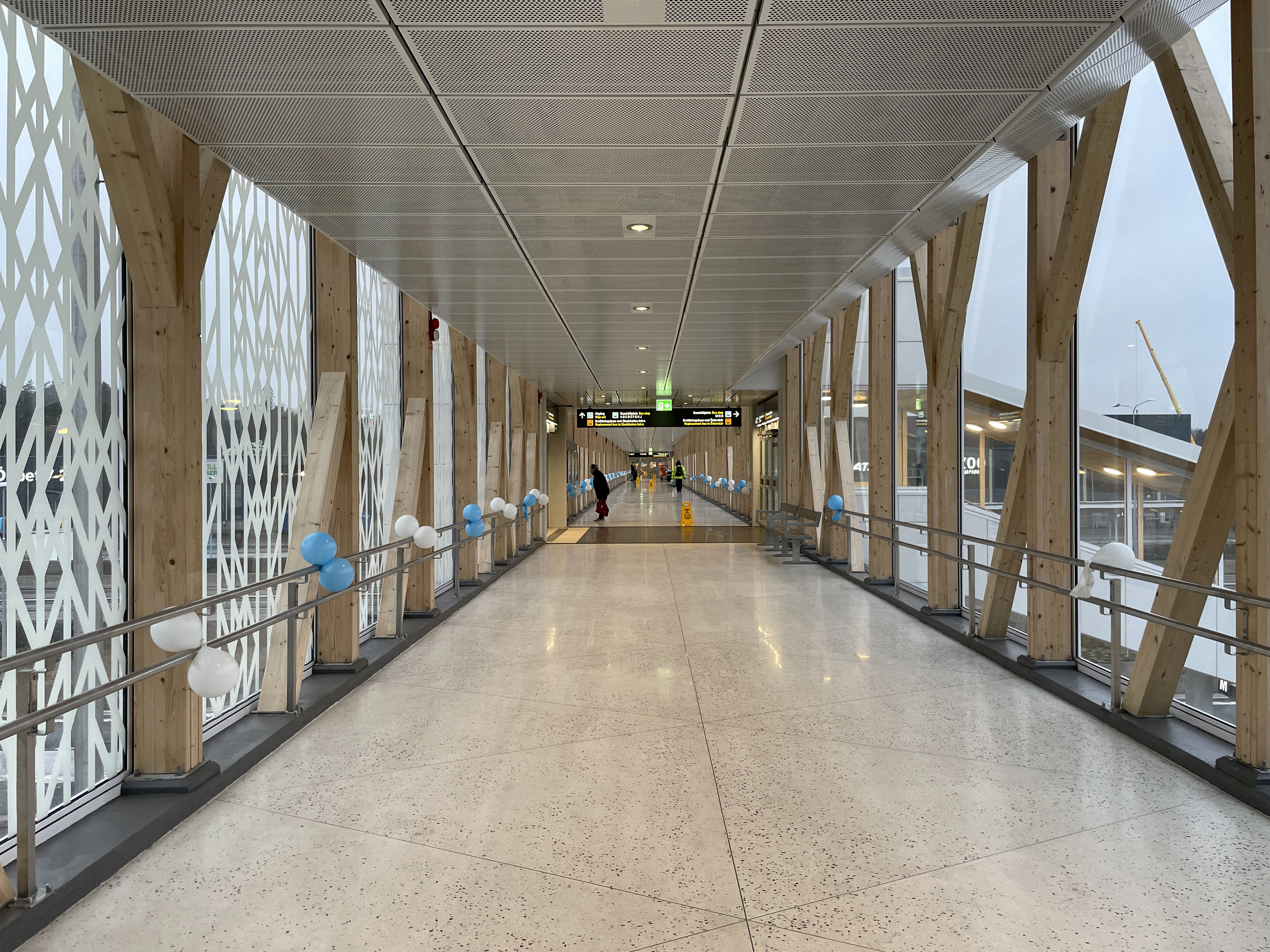
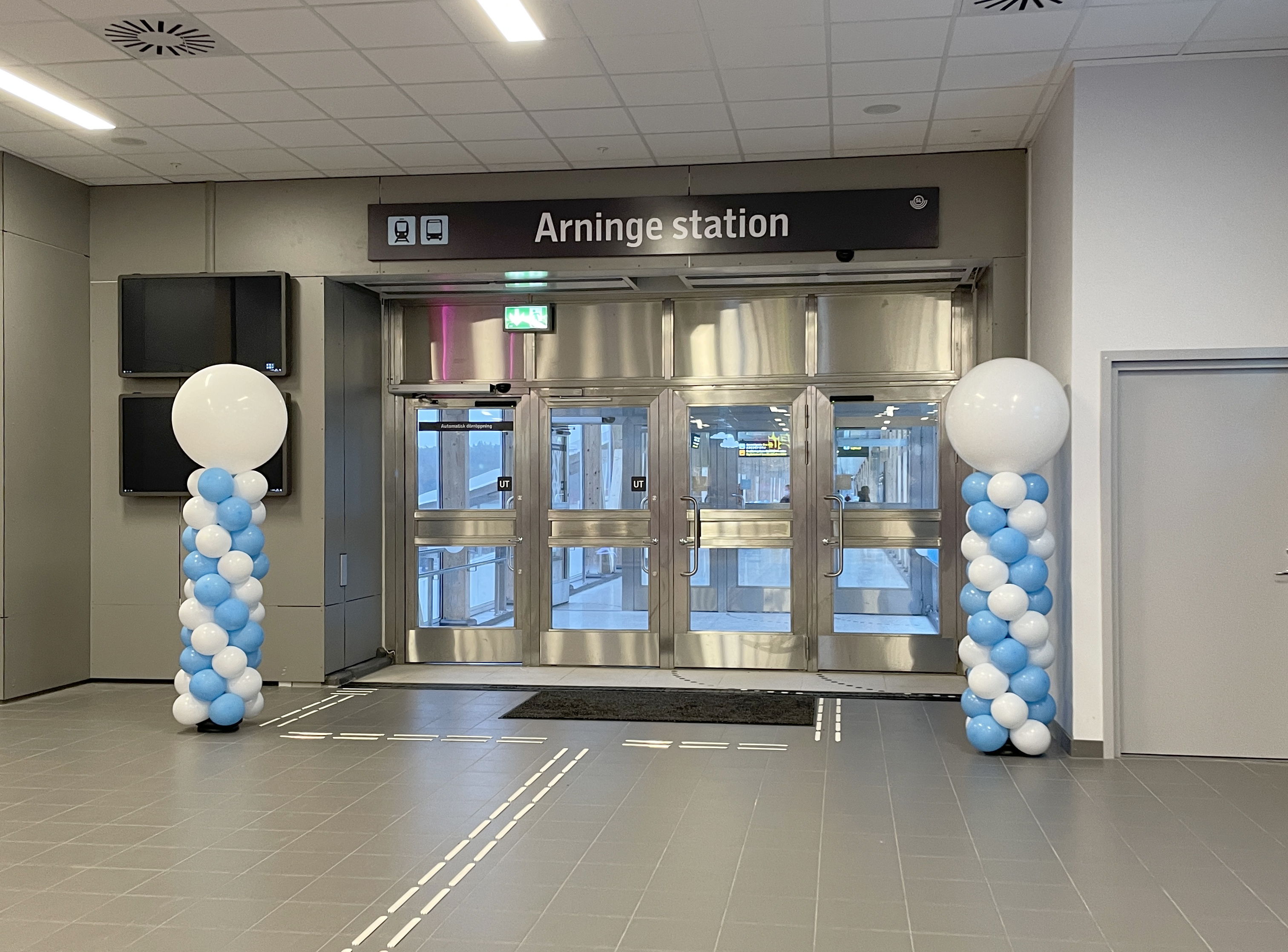
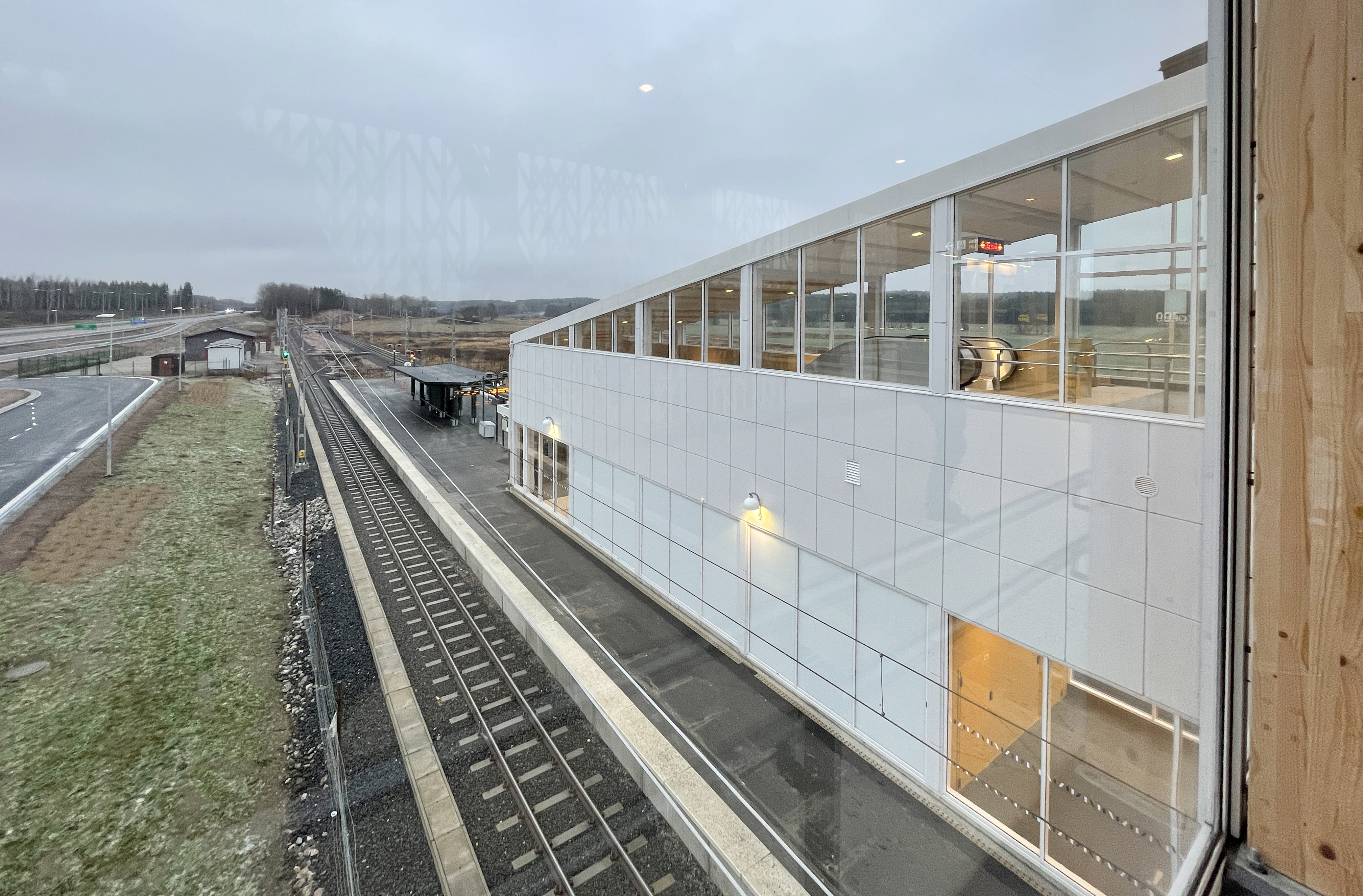
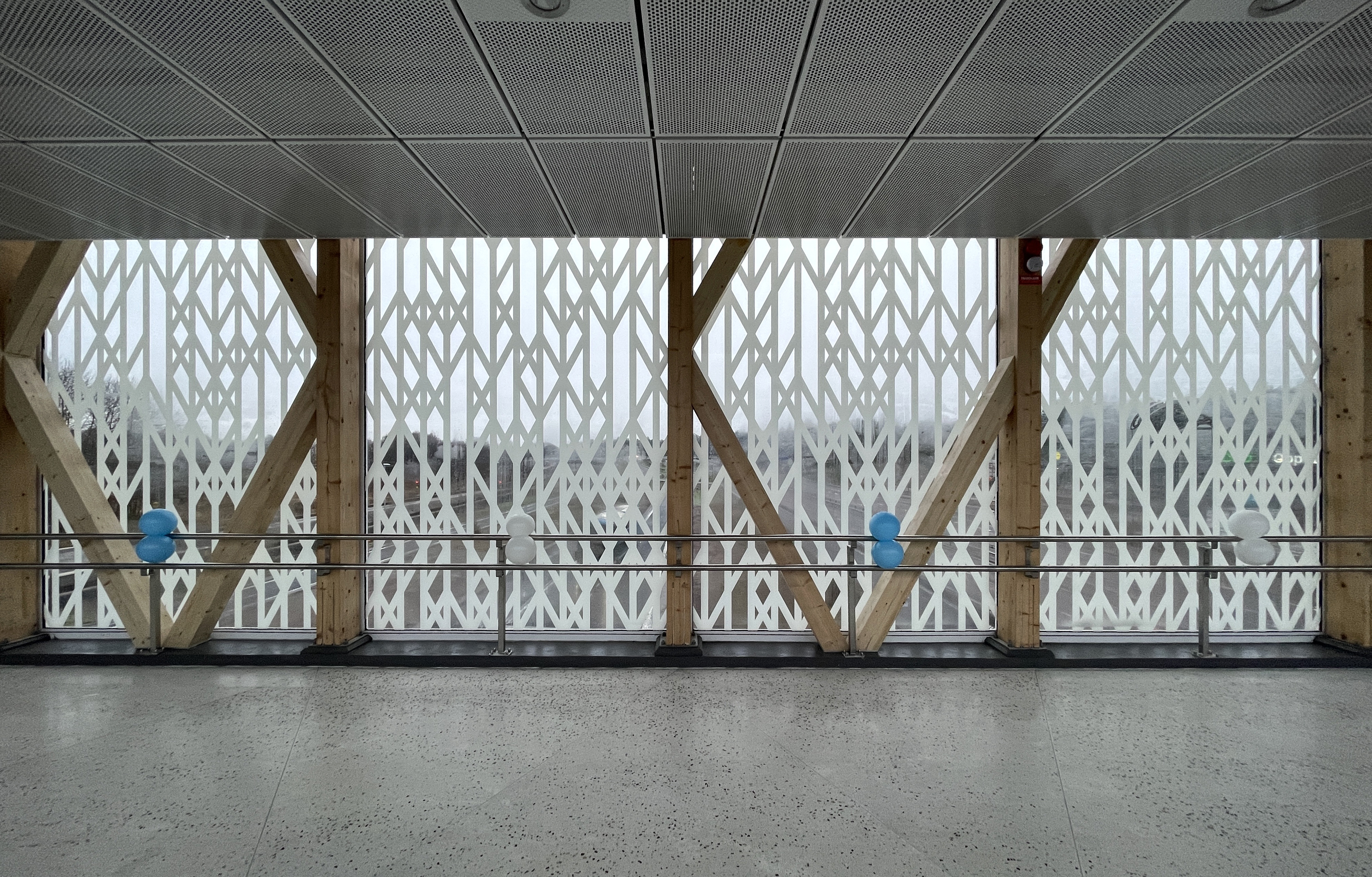